# Столяров, Лев Николаевич (учёный)
Лев Николаевич Столяров (1937—2010) — профессор, заведующий кафедрой информатики МФТИ, профессор Мичиганского университета, доктор физико-математических наук. Один из основателей преподавания информатики в Советском Союзе и в России.

## Биография
Родился 7 апреля 1937 года. В 1963 году, окончив Академию им. Н. Е. Жуковского, он пришёл работать в МФТИ в лабораторию Д. А. Кузмичёва. С 1965 года стал заведующим лабораторией вычислительной техники, а с 1968 года — лаборатории на кафедре вычислительной математики под руководством О. М. Белоцерковского.
С 1976 года — заместитель заведующего новой кафедры вычислительных систем и автоматизации научных исследований (руководитель Д. А. Кузмичёв). С 2002 года — профессор новой кафедры информатики.
Его научные интересы были разнообразны, включая изучение сетей Петри, моделирование динамических систем, дискретная математика, моделирование рисков и биржевых процессов.
При участии Льва Николаевича была создана ежегодная летняя школа «Информационные технологии в энергетике» на Байкале. Среди учеников Льва Николаевича Столярова — многие представители научной, бизнес и политической элиты России. Его часто приглашали визит-профессором ведущие зарубежные научные школы и университеты. Участвовал в программном комитете многих конференций, в том числе GeoВласть, Винеровские чтения 2009, Информационные и математические технологии в науке и управлении, Информационные технологии в науке, образовании, телекоммуникации и бизнесе и других.
Скоропостижно скончался на 74-м году жизни 29 мая 2010 года во время Международной конференции в Гурзуфе, где сделал свой последний доклад на тему: «Философия событийного моделирования».

## Некоторые работы
- Курочкин В. М., Столяров Л. Н., Сушков Б. Г., Флёров Ю. А. Теория и реализация языков программирования: Курс лекций. М.: МФТИ, 1973 и 1978 г. (1-е и 2-е изд.)
- Babakov A. V., Batsukov O. S., Belotserkovskiy O. M., Stolyarov L. N. On the possibility of attaining high productivity in the solution of problems of mathematical physics using vector pipeline digital computers, USSR Computational Mathematics and Mathematical Physics, Volume 26, Issue 2, 1986, Pages 171—180, ISSN 0041-5553, DOI: 10.1016/0041-5553(86)90027-3
- Shakirova, N.F.; Stolyarov, L.N.; Stolyarova, E.M. Petri nets for modeling the behavior of speculators // Neural Networks, 2002. IJCNN '02. Proceedings of the 2002 International Joint Conference on — doi: 10.1109/IJCNN.2002.1007803
- Столяров Л. Н., Бершадский А., Новик К., Комарцев А. Сценарное программирование риска: механизм коллективного принятия решений и его применение к проблеме оценки уровня энергетической безопасности. // Информационные технологии в науке и образовании. Иркутск: ИСЭ СО РАН, 2003 г. С. 14-35.
- Столяров Л. Н., Новик К. В. Joiner-сеть для моделирования взаимодействующих параллельных процессов // Моделирование процессов управления: Сб. ст./ Моск. физ.-техн. ин-т. — М., 2004.
- Начала информатики. От задачи к программе / Л. Н. Столяров, В. М. Абрамов; Моск. физ.-техн. ин-т, 84,[3] с. ил. 21 см, М.: МФТИ, 1991.